# Фторметурон
Фторметурон, или Флуометурон представляет собой химическое соединение из группы фенилмочевин. Он был разработан компанией Ciba (ныне Syngenta) и появился на рынке в 1960 году.

## Получение
Флуометурон можно получить из толуола. Сначала толуол подвергается хлорированию алкильного радикала на свету, а затем происходит замещение хлора на фтор. Полученное вещество нитруется и гидрируется с восстановление нитрогруппы до аминогруппы. Промежуточный продукт 3-аминобензотрифторид реагирует с фосгеном и гидрохлорид диметиламином с образованием флуометрона.

## Использование
Используется как селективный, системный гербицид для обработки хлопка и сахарного тростника. В США на 2011 год было израсходовано 400 тонн этого вещества.
Действует путем ингибирования фотосистемы II, а также ингибирует биосинтез каротиноидов.
Сохраняется в почве довольно значительное время и на следующий год могут повреждаться полезные чувствительные культуры, такие как сахарная свекла, томаты, бобовые и другие. При указанных нормах расхода разлагается в почве приблизительно за 7—8 месяцев.

## Легальный статус
В некоторых государствах ЕС фторметурон разрешён к использованию как активный компонент средств защиты растений, но не входит в список разрешённых средств в Германии, Австрии или Швейцарии. В США был одобрен для применения на плантациях хлопка и сахарного тростника в 1974 году, но с 1986 используется только при обработке хлопка.